# Fiat 124 Coupé
Pour les articles homonymes, voir Fiat 124 (homonymie).
La Fiat 124 Coupé est une voiture qui est produite par le constructeur italien Fiat à partir de 1967.

## Histoire

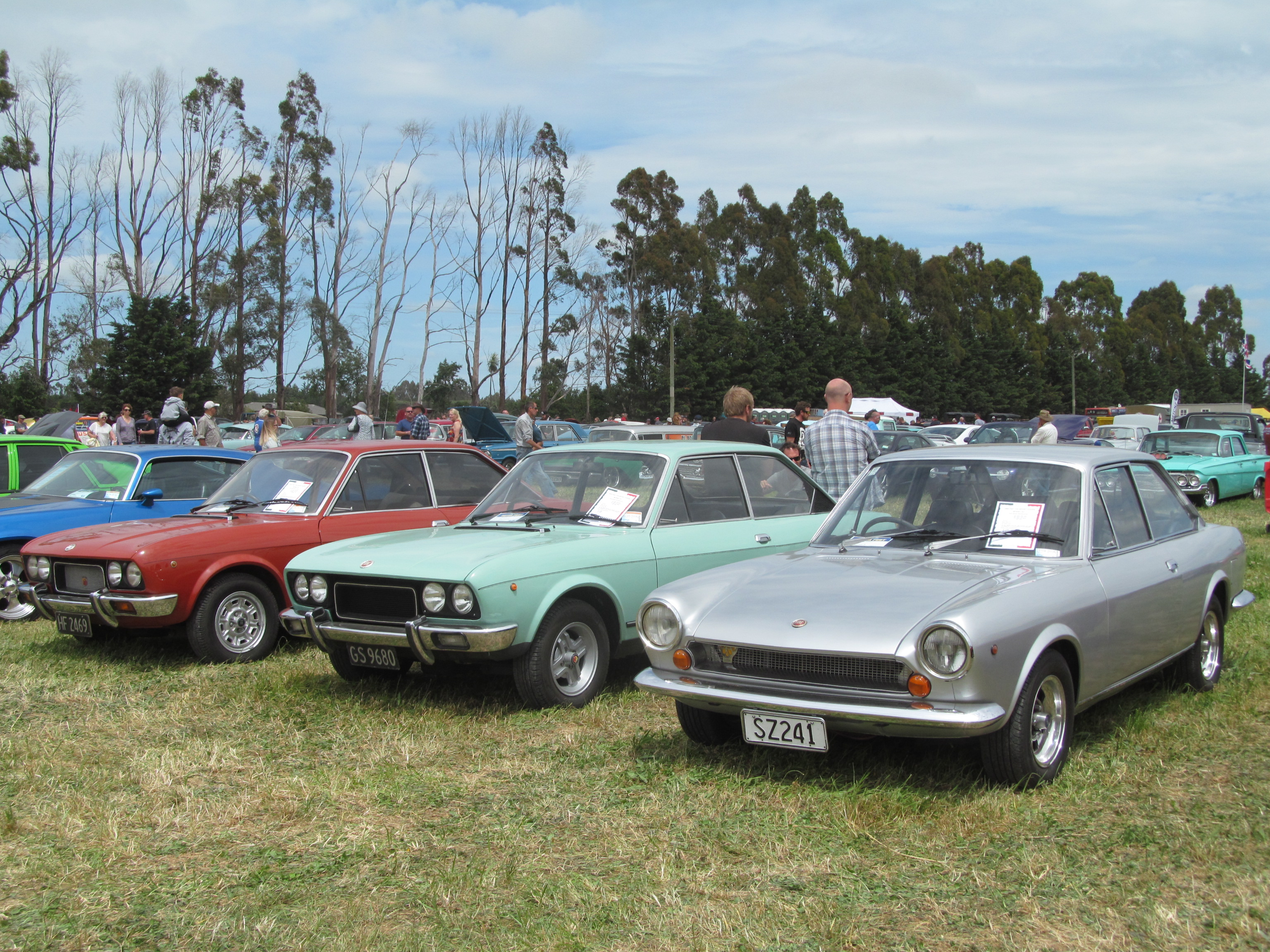
Les 3 séries de la Fiat 124 Coupé.

Devant le succès mérité de la berline 124, la sortie des versions sportives Coupé et de la 124 Sport Spider, ne se fait pas attendre. Les versions Spider et Coupé ne partagent pas une plate-forme commune. Le Coupé 124 est conçu par le "Centro Stile Fiat", dirigé par l'ingénieur Mario Boano, qui s'adjoint les services de son fils Paolo, pour l'occasion, tandis que la Sport Spider est l'œuvre de la carrosserie Pininfarina.
Le modèle 124 Coupé a été décliné en 3 séries : les types AC, BC et CC.

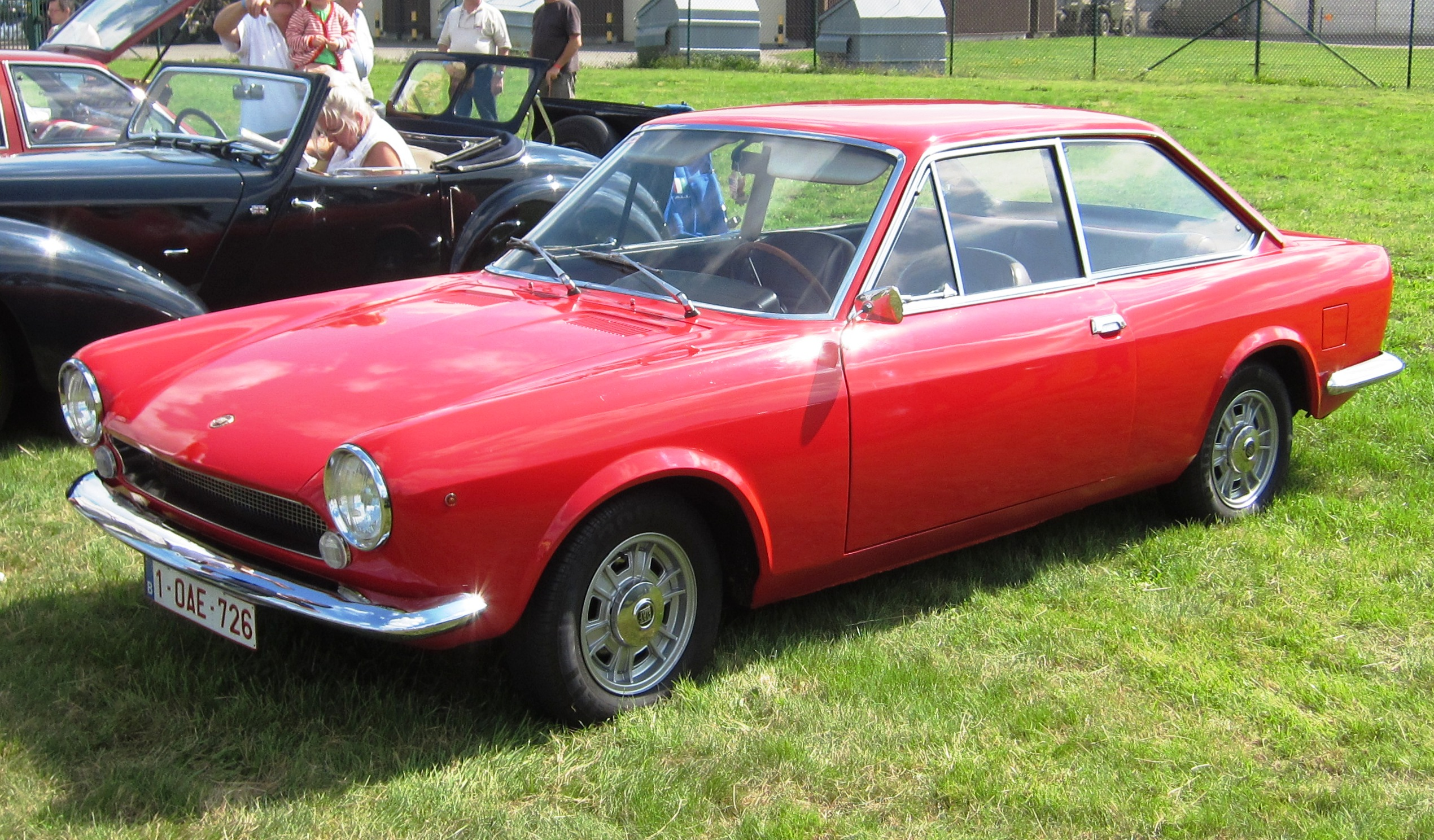
Fiat 124 Sport Coupé 1re série.
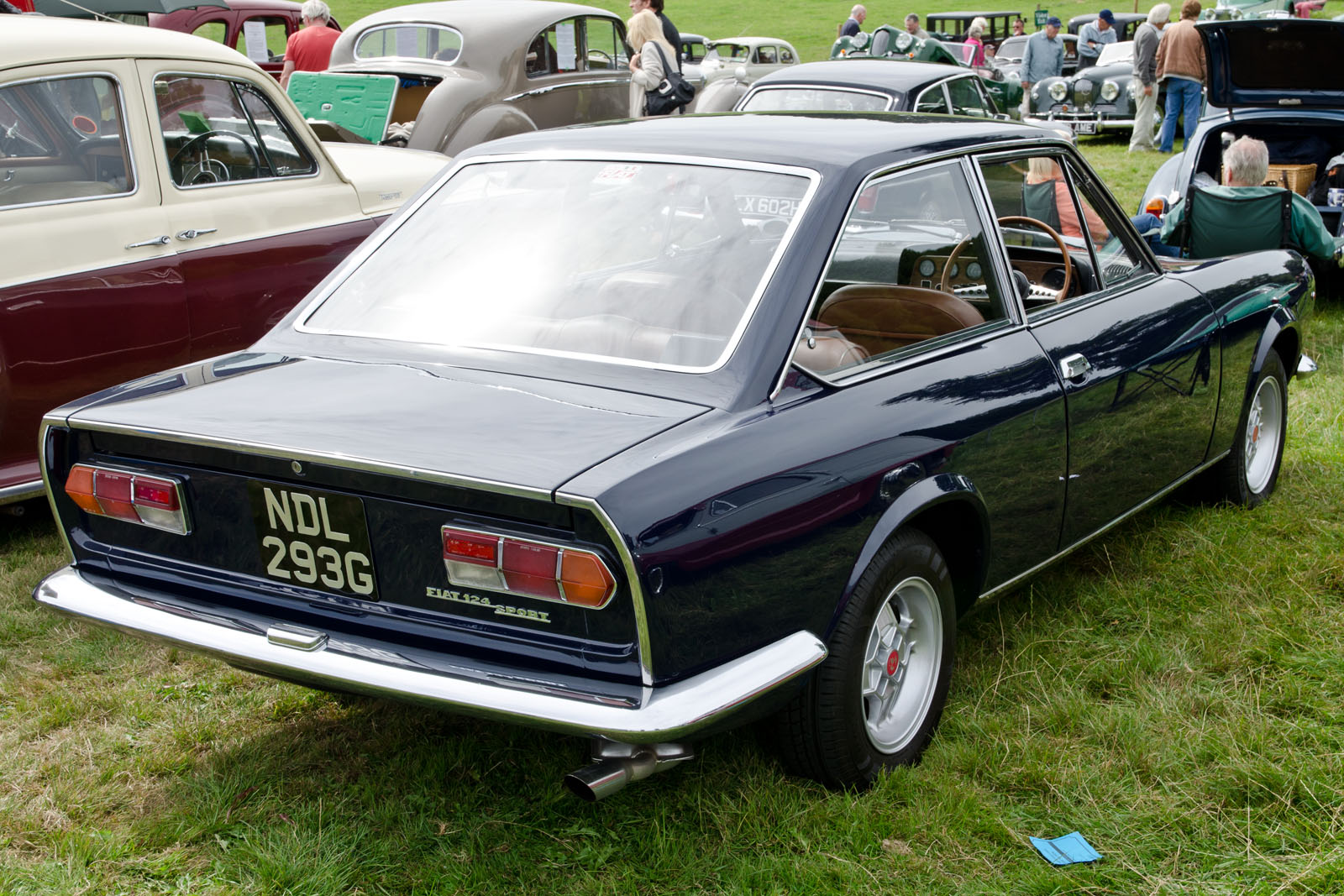

## La première série: type AC
La première série, référencée sous le code VIN : ZFA124AC, est lancée au Salon de Genève 1967, exactement un an après la berline, en même temps que le break.
La 124 Sport Coupé rencontre immédiatement un gros succès commercial. Ce pur produit du « Centre de Design Fiat », repose sur une très ingénieuse combinaison entre sportivité et élégance. Aucun autre constructeur ne saura reprendre un tel concept, une ligne élégante et racée avec ces caractéristiques techniques, quatre vraies places confortables, un moteur à double arbre à cames, des freins à disques sur les quatre roues et une carburation Weber.
Paradoxalement, le prix de vente serré et le gros succès commercial de ce modèle font que ses propriétaires la considèrent comme une voiture commune, et la gardent très longtemps. Bien qu'elle soit produite en un grand nombre d’exemplaires, elle est aujourd’hui extrêmement rare.

## La deuxième série: type BC
Lors du Salon de Turin, en novembre 1969, Fiat présente le modèle « BC ». La nouvelle version de la 124 Coupé, reçoit quelques retouches esthétiques et mécaniques.
L'actuel qualificatif de restylage se serait appliqué parfaitement au travail réalisé par le « Centro Stile Fiat » qui modifie la face avant en réalisant une calandre plus haute et régulière sur toute la largeur de la voiture et y loge quatre phares de même dimension. Le capot moteur s'en trouve ainsi redessiné. La face avant ressemble à celle de la Fiat Dino. La partie arrière conserve cette caractéristique très italienne d'être tronquée et verticale et les feux sont agrandis.
La partie mécanique voit l'apparition d'un nouveau moteur de 1 608 cm3, dérivé de la Fiat 125, avec une carburation Weber double corps. C’est cette seconde série, « BC », qui est aujourd’hui la plus recherchée et la plus emblématique des 124 Coupé.

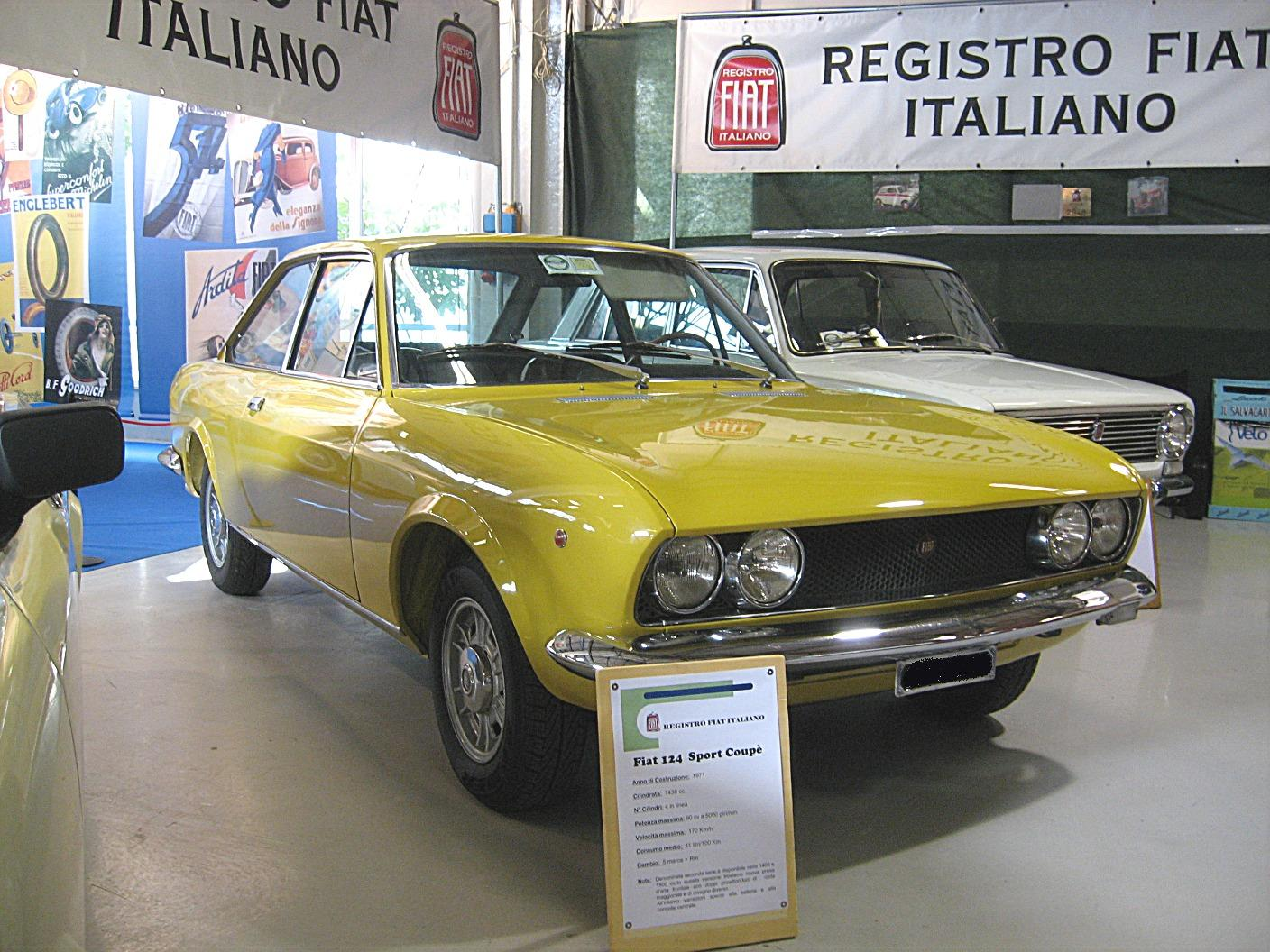
Fiat 124 Sport Coupé 2e série.
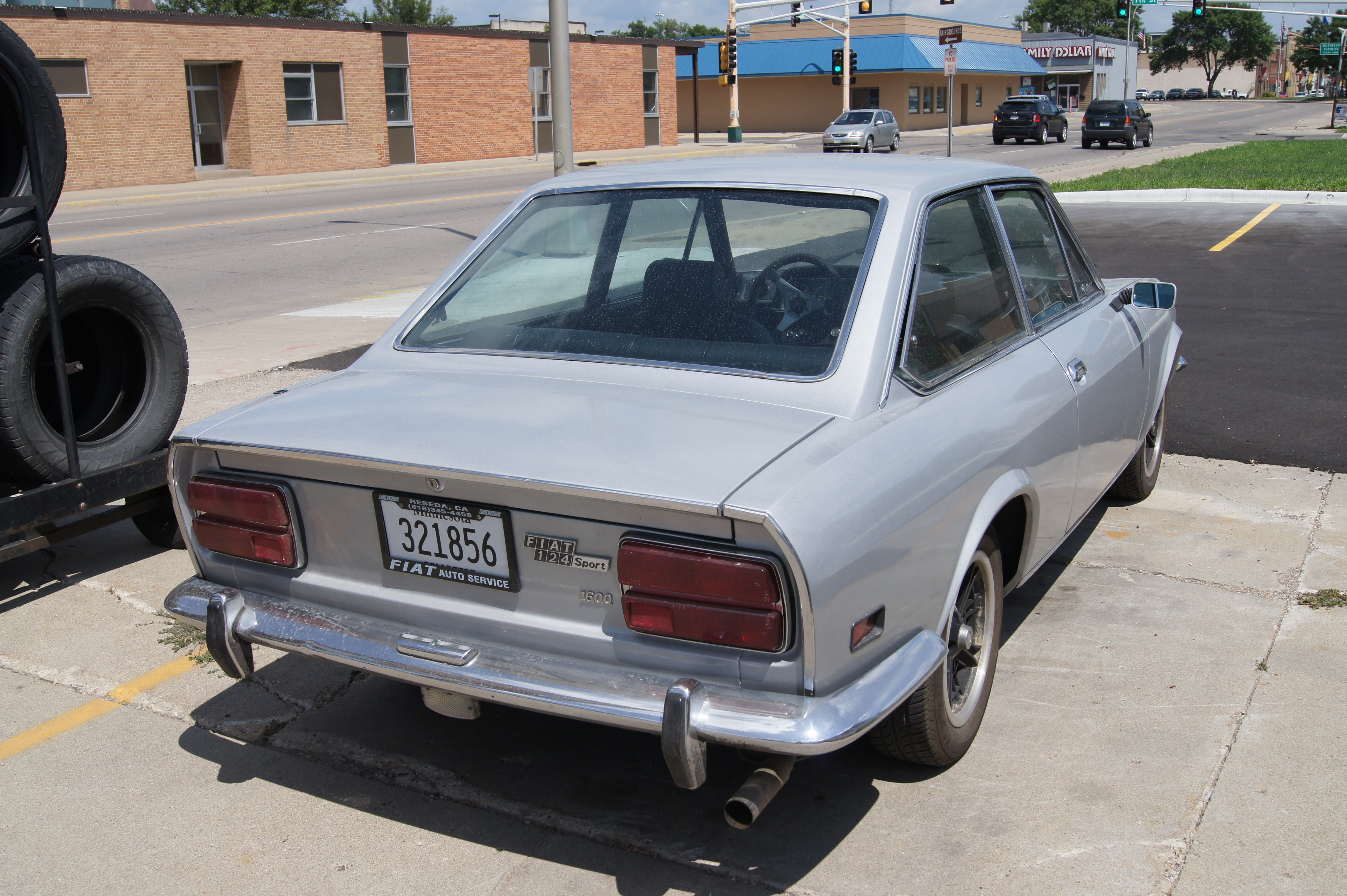
Fiat 124 Sport Coupé (variante pour les États-Unis avec petits feux de position sur les ailes avant et arrière).

## La troisième série: type CC
En août 1972, Fiat présente la 3e série de la 124 Coupé, la version « CC », qui est commercialisée dès janvier 1973.
Cette série conserve la même carrosserie que la précédente mais voit sa face avant restylée en trois éléments, avec la partie centrale de la calandre rectangulaire en fort relief. Le capot maintient sa ligne mais comprend une large prise d'air chromée. Sur les flancs, une robuste baguette chromée, avec une bande de caoutchouc, court sur tout du long, ce qui accentue encore la ligne élancée de la voiture. À la base de la vitre arrière ouvrante, une grille de ventilation noire fait son apparition. À l'arrière, les feux sont désormais verticaux, aux extrémités des ailes, ce qui permet une découpe du coffre au ras du pare-chocs. Les vitres de custode sont raccourcies.
L’intérieur adopte une sellerie velours luxueuse de très haute qualité. De nouvelles motorisations confirment le positionnement de cette version dans le segment des coupés de luxe. Les moteurs dérivés de ceux de la Fiat 132 équipent désormais ce coupé : un 1 592 cm3 et un 1 756 cm3. Avec ses nombreuses modifications, la version « CC » vise une clientèle plus exigeante et aisée. Son prix de vente est le double de celui de la première série « AC », mais il faut aussi tenir compte de l'inflation de 14 %, en moyenne, par an, durant toutes les années 1970.
Une dernière version de la Fiat 124 Sport Coupé voit le jour en janvier 1975. Elle varie très peu par rapport à la « CC » et s'adapte principalement aux normes de sécurité du marché des États-Unis avec des parechocs plus importants et de petits feux intégrés dans les ailes arrière. Sa durée de production est brève car, dès la fin de l’année 1975, sa fabrication est arrêtée.

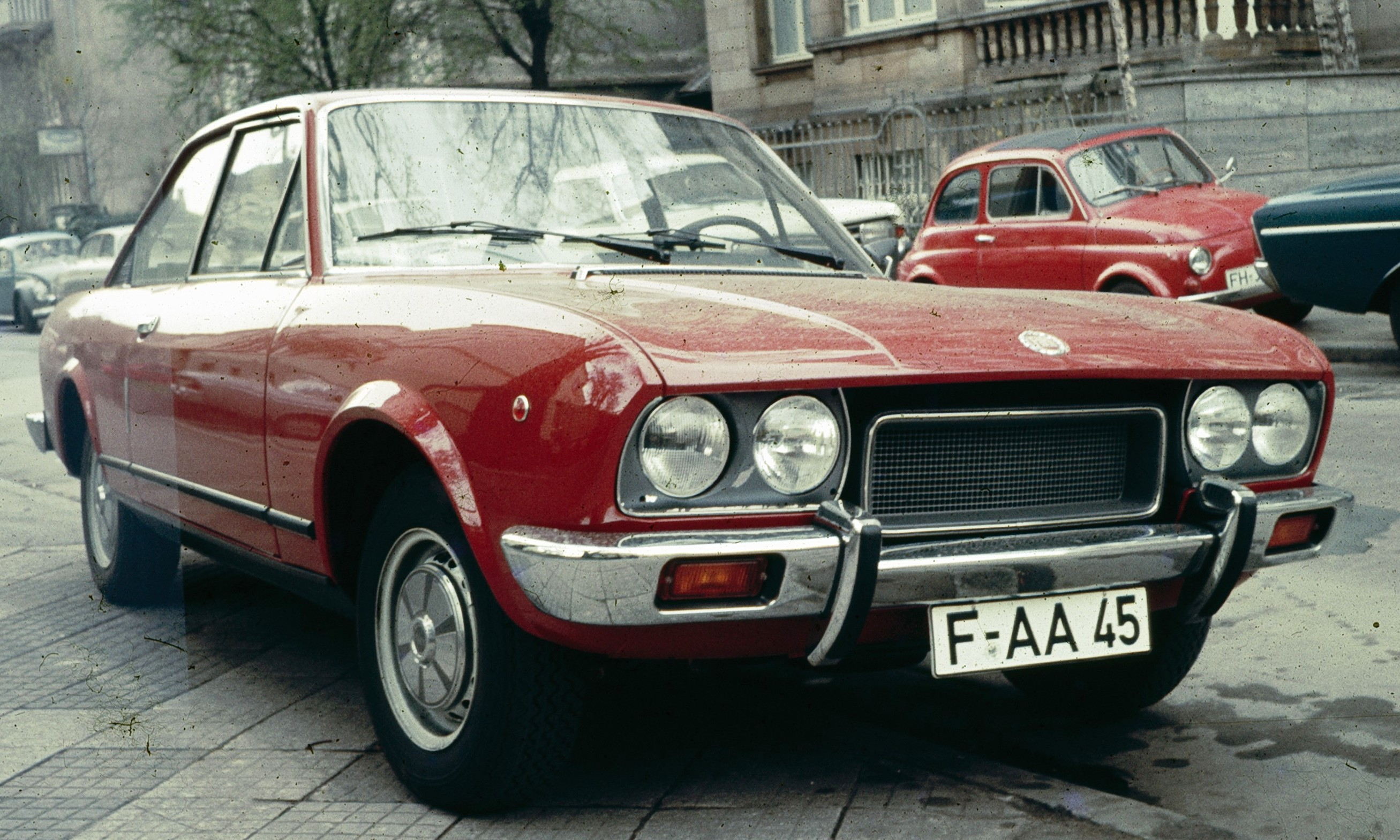
Fiat 124 Sport Coupé 3e série.
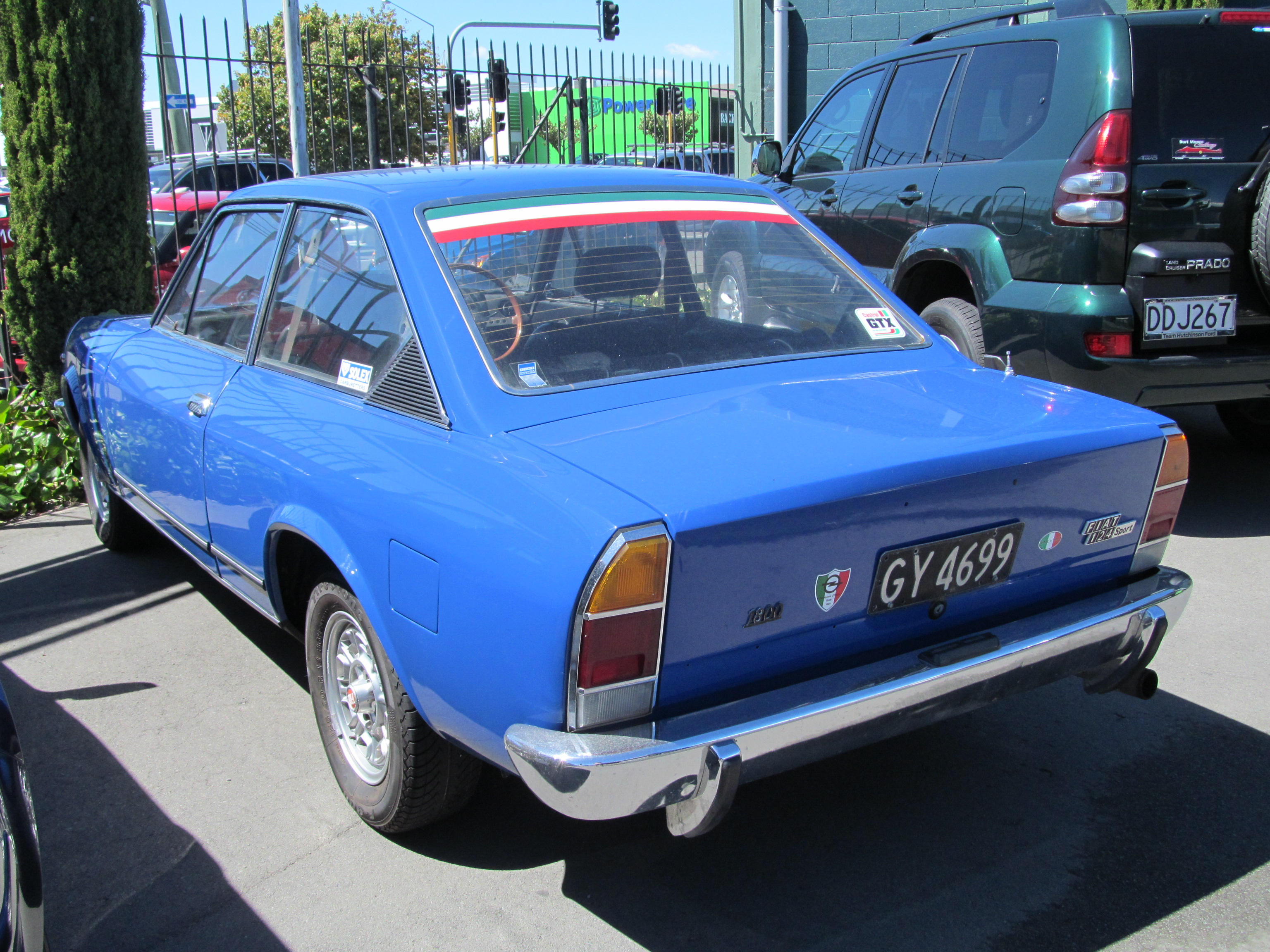
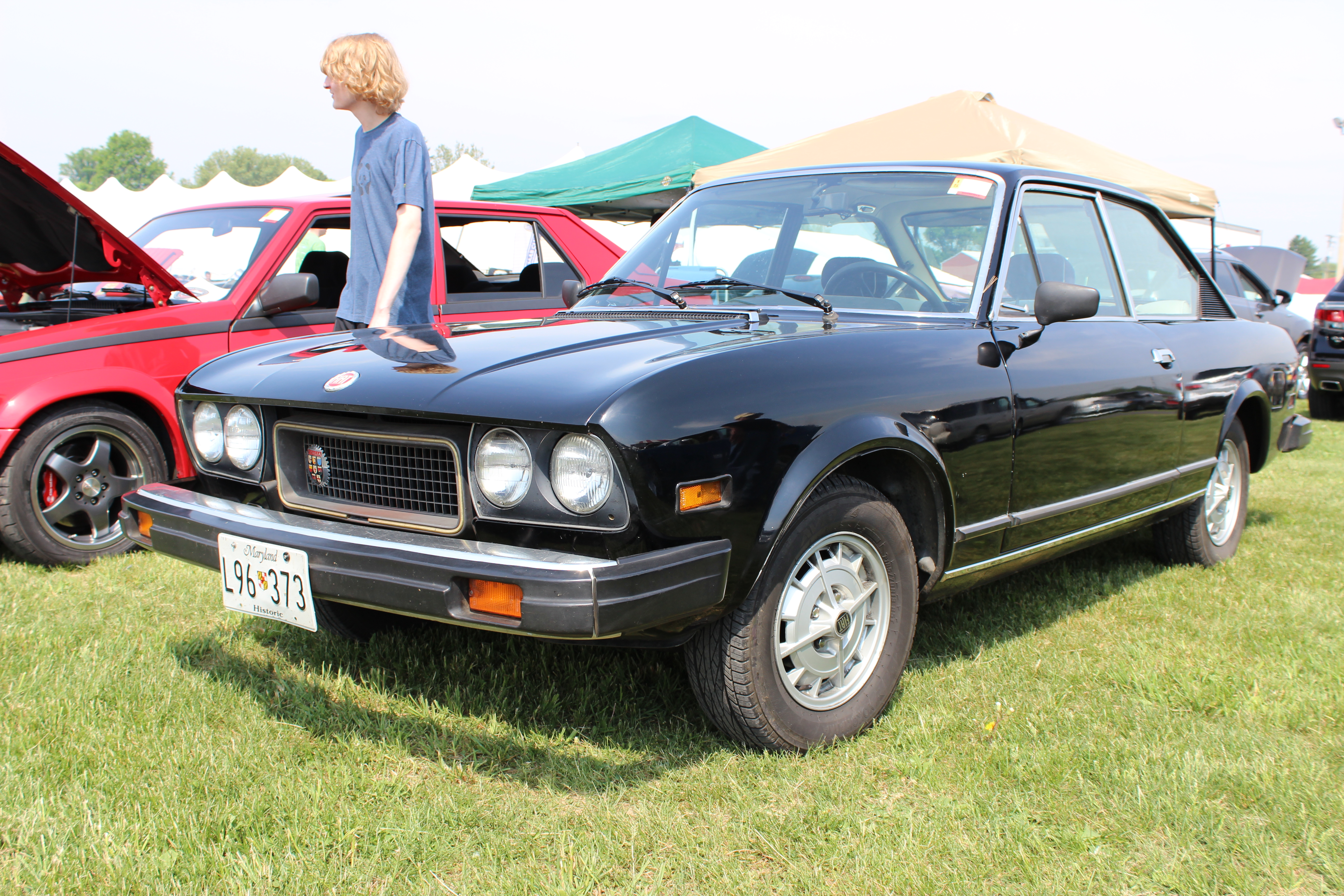
Fiat 124 Sport Coupé (version pour les États-Unis).

## La Fiat 124 Coupé à l'étranger
Ce modèle est également fabriqué par la filiale espagnole de Fiat de l'époque, SEAT, sous le nom de SEAT 124 Sport dans les deux séries BC et CC de l'original italien.
La SEAT 124 Sport Coupé est présentée au Salon de Barcelone de 1970 avec le moteur 1 608 cm3 développant 110 ch. Ce Coupé est le premier grand coupé de la marque espagnole, après le succès de la SEAT 850 Sport Coupé.
En 1973, la SEAT 124 Coupé voit sa carrosserie révisée, comme l'original italien et reçoit le moteur des SEAT 132 de 1 756 cm3, développant 118 ch.
Au total, ce sont 23 611 exemplaires de ce modèle qui sont fabriqués par FIAT-SEAT pour le marché espagnol.

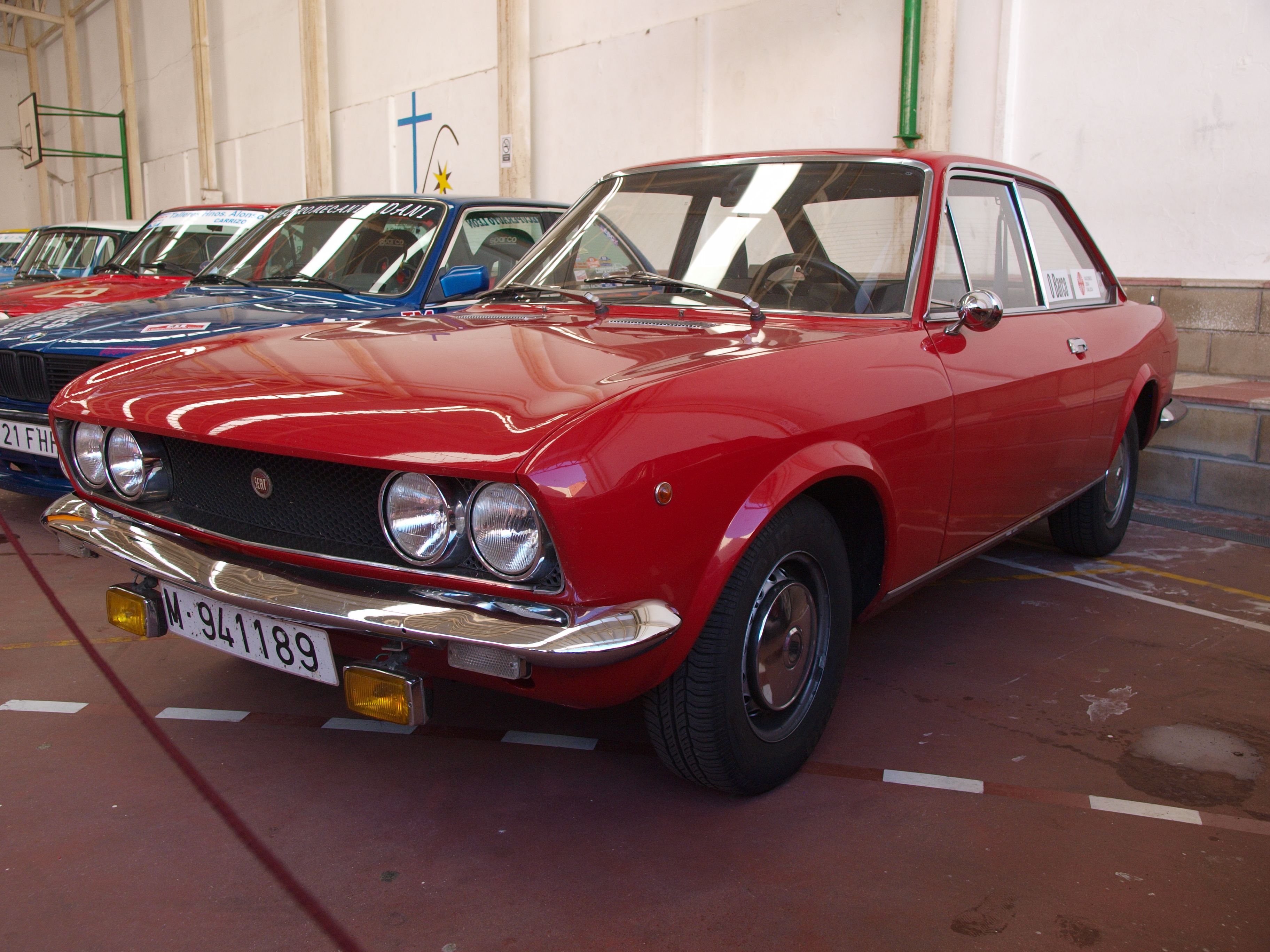
SEAT 124 Sport Coupé 1600 1re série.
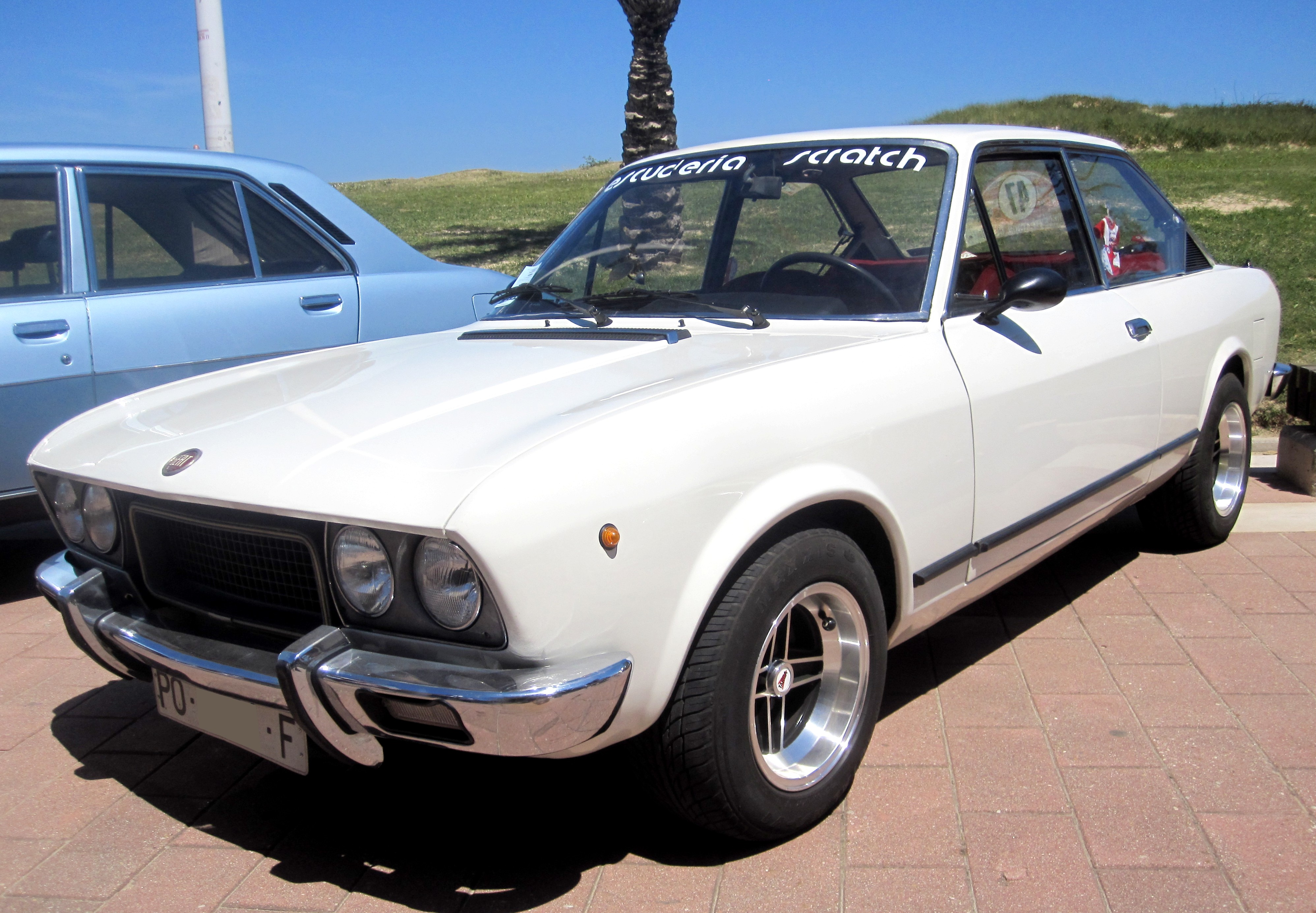
SEAT 124 Sport Coupé 1800 2e série.

## Production
La production globale du modèle 124 Sport Coupé s'établit à 299 686 exemplaires ainsi répartis :
- environ 113 000 exemplaires de la 1re série types AC Coupé ;
- 98 000 exemplaires de la 2e série BC ;
- 75 075 exemplaires de la 3e et dernière série CC ;
- 23 611 exemplaires produits par SEAT en Espagne dans les séries BC et CC.

Aujourd'hui, de nombreux collectionneurs recherchent ces modèles qui ont marqué leur époque.

### Les versions dérivées
Plusieurs carrossiers ont construit des versions berline, coupé et spider dérivées de la série 124 :

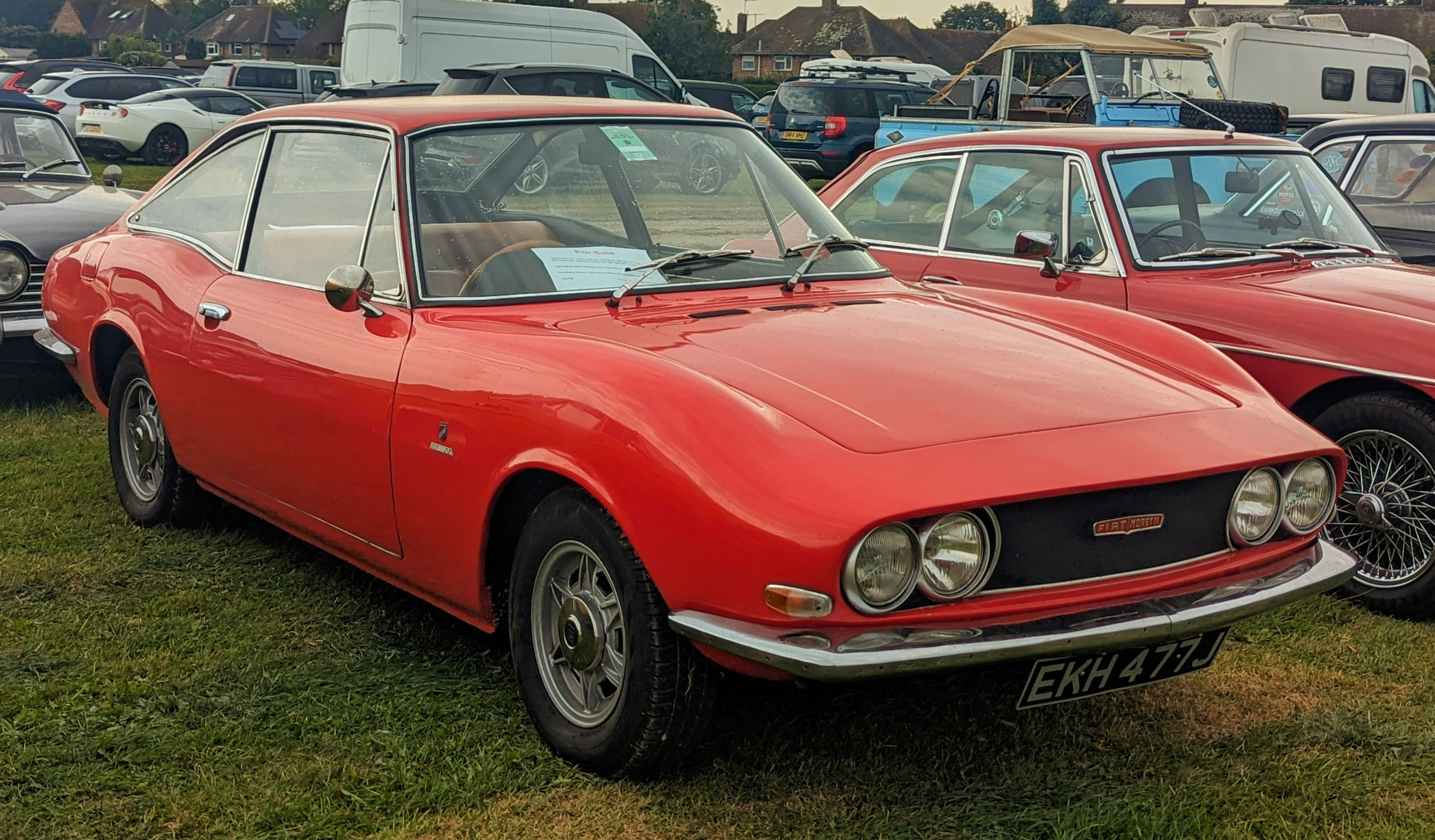
Fiat 124 Coupé Moretti.

- En 1972, la Carrozzeria Bertone a proposé un prototype de carrosserie pour la Fiat 124 Coupé dans le cadre de la collaboration continue qu'entretenait Bertone avec divers constructeurs automobiles, en proposant des styles novateurs. Malgré les lignes élégantes et dynamiques du projet de Bertone, la direction de Fiat a opté pour le projet interne du célèbre designer Mario Boano, patron du Centro Stile Fiat. La Fiat 124 Coupé, conçue par Boano, fut choisie pour la production en série et est devenue un modèle incontournable de la gamme Fiat. Il s'inscrivait davantage dans le processus de fabrication. Le modèle de Bertone ne dépassa pas le stade de la conception[1]..
- Moretti - La Carrozzeria Moretti a présenté, au Salon de l'automobile de Turin, en mars 1967, un coupé sur la base de la Fiat 124, 1re génération. Moretti a actualisé le coupé en 1968 en montant le moteur de 1,4 litres de la 124S[2],[3]. Les 2 versions du Coupé Moretti (± 60 exemplaires) ont été commercialisées par le réseau Fiat en Italie.
- Vignale - La Carrozzeria Vignale a réalisé un coupé 4 places, la Fiat 124 Vignale Eveline de 1967 à 1970. Fidèle au style typique Vignale, l'Eveline est l'illustration des éléments rappelant d'illustres icônes automobiles. La face avant dégage une impression athlétique raffinée, le profil arrière évoque la prestigieuse Maserati Mexico, elle-même due au crayon de Vignale, ajoute une touche d'exotisme. Le créateur de l'esthétique de l'Eveline est Virgilio Vairo. La 124 Eveline est construite sur le châssis et les trains de roulement très fiables de la berline Fiat 124, avec les moteurs quatre cylindres à soupapes en tête de 1 197 ou 1 438 cm3 qui offrent de très hautes performances. La Fiat 124 Eveline Vignale demeure un précieux vestige d'une époque révolue, vénérée pour son design intemporel.
- Touring - Au Salon de l'automobile de Turin 1966, la Carrozzeria Touring présente le prototype d'une version décapotable de la berline Fiat 124. Créée sur la base d'un berline 124 de série, ressemble à la Fiat 124 berline sans toit mais en réalité, le cabriolet conçu par Touring présente de subtiles différences qui lui donnent une certaine élégance. Le pare-brise est plus ce qui dynamise la silhouette, les portes ont été allongées avec un bord de fuite oblique spectaculaire et pour maintenir la forte rigidité de la carrosserie, la hauteur des seuils a été doublée.
Cet exemplaire unique a été présenté sous le nom de « Fiat 124 C4 Touring Superleggera ». Un millier de demandes de particuliers et de concessionnaires ont été recueillies durant le salon à la plus grande joie de la Carrozzeria Touring qui décida alors de lancer la production en petite série. Ce projet ne s'est pas réalisé. La direction du groupe Fiat influencée par les grands carrossiers Pininfarina, Bertone et ItalDesign, malgré les nombreuses réactions positives, refusa le prototype au profit de la 124 Sport Spider dessinée par Pininfarina[4]. Touring dû abandonner le projet et peu de temps après, la Carrozzeria Touring fut déclarée en faillite. Ce sera le dernier modèle construit par Touring[5],[6].